# 管貓屬
管貓（Adelphailurus）是後貓族下的一屬，只有一個於中新世在堪薩斯州發現的標本。
管貓約有美洲獅的大小，而生活習性亦可能相同。牠的體形亦與美洲獅相同，但牠的上犬齒更長及扁平。另外管貓亦保留了上第二前臼齒，這是在貓科中很罕有。

## 外部連結
- Sabre-toothed Cats at Lioncrusher's Domain